# Bruno (Virginia Occidental)
Bruno es un lugar designado por el censo ubicado en el condado de Logan en el estado estadounidense de Virginia Occidental. En el Censo de 2010 tenía una población de 544 habitantes y una densidad poblacional de 158,76 personas por km².

## Geografía
Bruno se encuentra ubicado en las coordenadas 37°41′28″N 81°52′44″O / 37.69111, -81.87889. Según la Oficina del Censo de los Estados Unidos, Bruno tiene una superficie total de 3.43 km², de la cual 3.36 km² corresponden a tierra firme y (1.81%) 0.06 km² es agua.

## Demografía
Según el censo de 2010, había 544 personas residiendo en Bruno. La densidad de población era de 158,76 hab./km². De los 544 habitantes, Bruno estaba compuesto por el 97.61% blancos, el 0% eran afroamericanos, el 0% eran amerindios, el 0% eran asiáticos, el 0% eran isleños del Pacífico, el 0% eran de otras razas y el 2.39% pertenecían a dos o más razas. Del total de la población el 0% eran hispanos o latinos de cualquier raza.